# فاتومافوتی
فاتومافوتی (به انگلیسی: Fatumafuti) یک منطقهٔ مسکونی در ایالات متحده آمریکا است که در ساموآی آمریکا واقع شده‌است. فاتومافوتی ۰٫۱۰۲ کیلومتر مربع مساحت و ۱۰۳ نفر جمعیت دارد.